# 筒井定慶
筒井 定慶（つつい じょうけい/さだよし、生年不詳 - 慶長20年5月10日〈1615年6月6日〉?）は、戦国時代から江戸時代にかけての大名、武将。大和国福住に住した。福住順弘の子で、筒井順慶の養子になったとされる。通称は藤五郎、官位は従五位下主殿頭。弟に筒井慶之がいる。
定慶の名と経歴は『和州諸将軍伝』に見られるが、これとよく似た人物として『寛政重修諸家譜』に福住順弘の孫の筒井 正次（つつい まさつぐ）がおり、定慶と同一人物を指す可能性がある。正次についても本項で述べる。

## 生涯
福住順弘の子として生まれる。母は筒井順昭の娘。大和を支配した筒井順慶の従兄弟にあたり、慈明寺順国の子・定次が順慶の養子になった際、弟・慶之とともに順慶の養子になったという。
順慶の跡を継いだ定次が天正13年（1585年）に伊賀へ転封となると、当初は従わず福住に残った。島清興・森好之・松倉勝重らの説得で伊賀に移ったが、定次の寵臣らと不仲となって大和に戻る。
慶長19年（1614年）3月上旬、定慶・慶之兄弟は徳川家康から1万石を与えられ、郡山城代に任じられた。また、定慶は従五位下主殿頭、慶之は従五位下紀伊守に叙任され、200石の与力36人を付けられた。
大坂夏の陣直前の慶長20年（1615年）4月、豊臣方から味方に付くよう誘われたが断った。定慶は与力36人のほか、牢士・野武士・百姓・町人らを集め、1,000余人の軍勢で郡山城の守りを固める。同月26日、豊臣方の大野治房らの軍、2,000余人が郡山城に襲来。夜闇の中で松明を掲げた豊臣勢は3万人にも見え、定慶は郡山城を放棄し福住へと落ち延びた。その後福住城（井之市城）で守備を固めている。
5月8日、大坂城はあっけなく落城し、定慶は郡山城を捨てたことを恥辱として、5月10日に福住で自刃した。享年28とされる。またこの時自害したと称して福住村に蟄居し、後に病死したという説もある。
弟・慶之に関しては、慶之が任じられた紀伊守を主殿頭が受領したという説もあり（『和州郡山領主之次第』）、家康が召し出した順慶の甥（従兄弟）を「主殿」一人とするものもあって（『大和記』）、その存在は定かではない。

## 筒井正次
『寛政重修諸家譜』には、福住順弘の二男で筒井順慶の養子になった人物として筒井順斎の名があり、その子として正次がいる。正次の仮名は藤五郎、官途は主殿助、または主殿頭。諱は政次ともされる。
順斎は大和国福住に5,000石、武蔵国足立郡に1,000石を領し、慶長15年（1610年）に死去した。その跡を継いだ正次は、慶長20年（1615年）の大坂の陣の際、郡山城を守備し、大軍の大野治房らに対し寡兵で抗しきれず城を退去。5月3日に自害した。享年27。
『和州諸将軍伝』に登場する定慶は5月10日に28歳で自害したとあり、この定慶は正次と同一人物とも考えられる。
正次の跡は子の正信が継いでおり、大和の所領は失ったものの、その後も旗本として続いた。日露和親条約の交渉を行った筒井政憲はその末裔となる。